# Manhan
Manhan (mongoliska: Манхан Сум, Манхан) är ett distrikt i Mongoliet.   Det ligger i provinsen Chovd, i den västra delen av landet, 1 100 km väster om huvudstaden Ulaanbaatar.